# Helixanthera pierrei
Helixanthera pierrei är en tvåhjärtbladig växtart som beskrevs av Danser. Helixanthera pierrei ingår i släktet Helixanthera och familjen Loranthaceae. Inga underarter finns listade i Catalogue of Life.